# Faema
La Faema è un'azienda produttrice di macchine per caffè espresso.
Nata nel 1945 a Milano come Fabbrica Apparecchiature Elettro-Meccaniche e Affini, da cui l'acronimo FAEMA, ha sede a Binasco ed è un'azienda del Gruppo Cimbali, specializzato nella produzione di macchine per caffè per piccoli e grandi clienti.

## Le macchine da bar

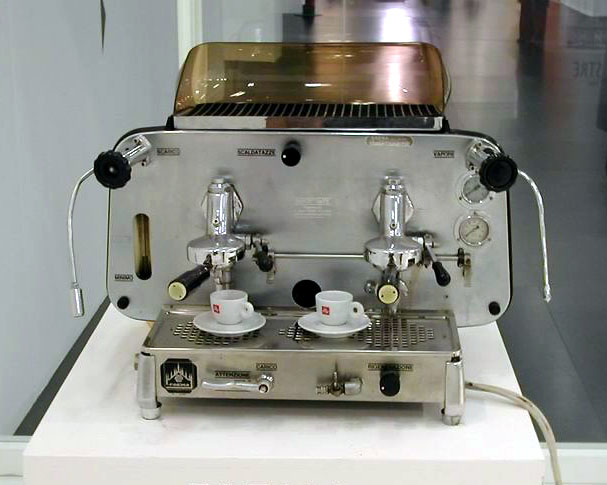
La Faema E61

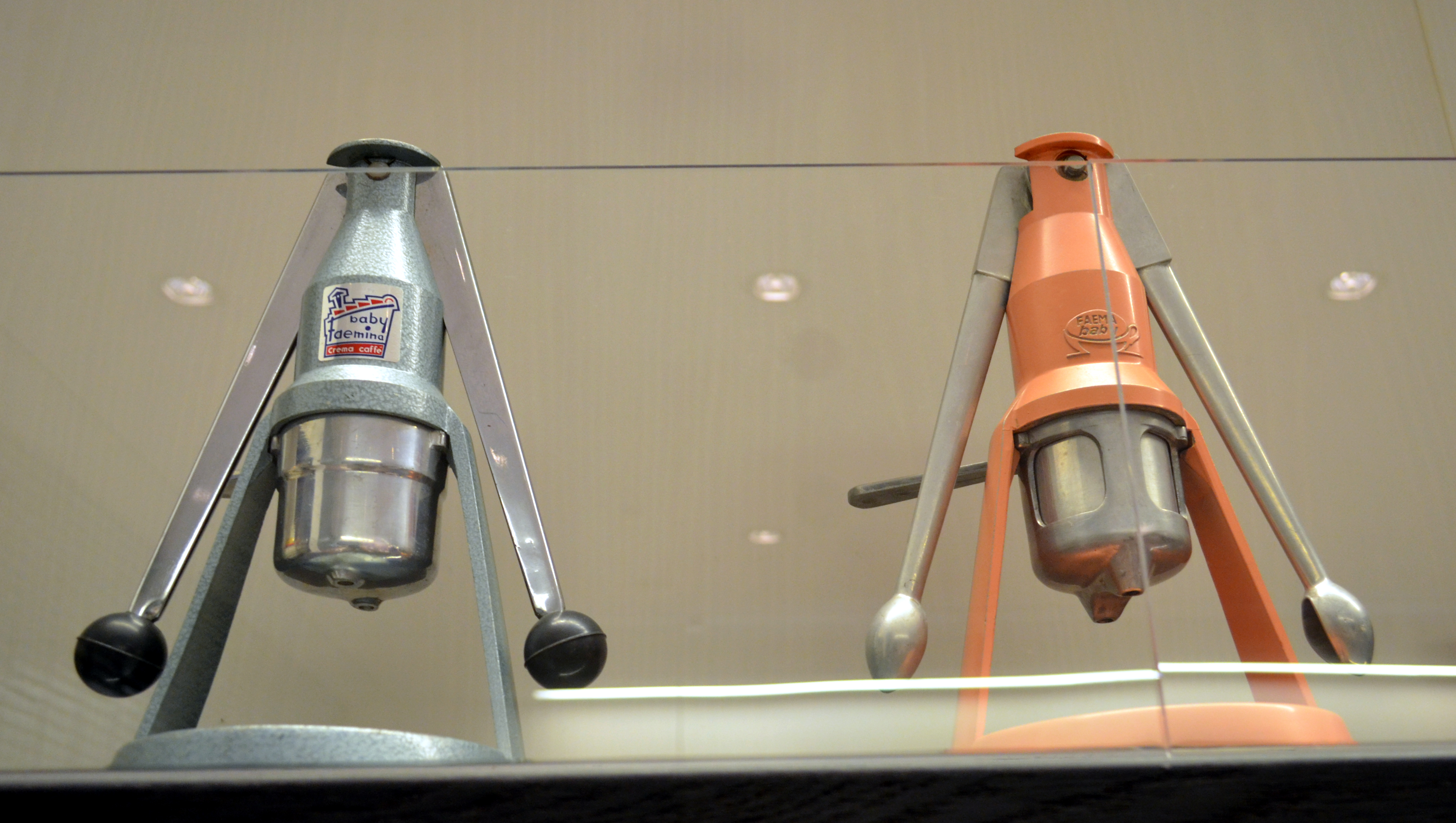
Due versioni di Faema baby

Nel 1961 brevettò un sistema per la produzione del caffè all'italiana producendo una macchina dal nome E61. Il principio innovativo derivava dall'introduzione di una pompa volumetrica che iniettava acqua calda alla pressione di 9 atmosfere sulla polvere di caffè e dall'idea che l'acqua calda dovesse rimanere a contatto con il caffè qualche istante prima che la bevanda venisse erogata. La coppetta contenente la dose di polvere veniva poi agganciata ad un gruppo che veniva mantenuto caldo da due tubi che vi facevano circolare l'acqua della caldaia utilizzando il principio a termosifone; sistema brevettato da Giampietro Saccani nel 1955 standard ancora oggi adottato su tutte le macchine da caffè professionali. La combinazione di questi elementi consentiva di sfruttare maggiormente la polvere ottenendo un infuso ricco di sostanze aromatiche e dotato di una crema compatta.

## Il primo distributore di caffè espresso all'italiana
Sempre con il nome E61, nel 1963, Faema avviò la produzione di un distributore automatico per bevande calde. L'E61 era una macchina complessa che utilizzava una logica di funzionamento elettromeccanica e idraulica. Complicati meccanismi, azionati da una pompa, imitavano il sistema di produzione delle macchine da bar. Una levetta, azionata da un pistoncino, scaricava da un macinino una dose di caffè che cadeva in una coppetta la cui base era tutta cosparsa di piccolissimi fori; la coppetta, comandata da un altro pistone, passava sotto una sfera che provvedeva alla pressatura della polvere e, successivamente, un altro pistone provvedeva ad agganciarla al sistema di iniezione dell'acqua così come avviene nelle macchine da bar. Un ulteriore pistone regolava l'iniezione dell'acqua calda sulla polvere. L'infuso così estratto veniva poi convogliato in un piccolo bicchiere di plastica. Altre parti della macchina provvedevano all'erogazione del bicchiere, della palettina e di un cubetto di zucchero. La coppetta contenente i fondi esausti veniva poi scaricata e lavata da una piccola doccia ed era pronta per un utilizzo successivo.

## Uso domestico
La Faema produce, tra gli anni 1950-70,  tre modelli di macchine a leva, la Faemina, la Veloxtermo e la Faema baby (ne esistono 3 versioni).

## La Faema nello sport
Negli anni cinquanta la Faema entrò nel mondo della sponsorizzazione sportiva, legando il suo marchio alla Rugby Treviso (in seguito divenuta Benetton) che divenne campione d'Italia nel 1955-56. A seguire la società si impegnò nel ciclismo, in due periodi distinti, tra il 1955 e il 1962 e dal 1968 al 1970: corsero per la squadra Faema ciclisti di fama quali Rik Van Looy, Charly Gaul, Federico Bahamontes, Eddy Merckx, Vittorio Adorni e Patrick Sercu.

## Curiosità
Nel film di David Cronenberg La mosca  del 1986 il protagonista Seth Brundle interpretato da Jeff Goldblum afferma di possedere una macchina da cappuccino Faema (doppiato erroneamente "Fema")